# Express.js
Express.js o simplement Express, és un entorn de treball per a aplicacions web per al programari Node.js, de codi obert i amb llicència MIT. S'empra per a desenvolupar aplicacions web i APIs. L'autor original va ser TJ Holowaychuk i la primera versió el 2010. Express.js forma part del programari anomenat MEAN, juntament amb MongoDB, Angular.js i Node.js.

## Història
- El 2010, primera versió.

- El 2014, l'empresa StrongLoop adquireix el projecte.
- El 2015, l'empresa IBM absorbeix StrongLoop.
- EL 2016, IBM anuncia que traspassa el projecte a la fundació Node.js